# Сага о Гјислију Сурсону
Сага о Гјислију Сурсону (исл. Gísla saga Súrssonar) једна је од средњовековних исландских сага из циклуса Сага о Исланђанима. Као и већина сага из тог периода настала је на основу усменог предања, а први пут записана вероватно током XIII века. 
Представља једну од најкомплекснијих породичних сага чије главне теме су оданост и част. Сага описује друштвене и породичне односе на западу Исланда у периоду 860−980, а главни протагониста је Гисли (исл. Gísli, трагични јунак умешан у вртлоге крвне освете. У поређењу са типичним породичним сагама, овде аутор користи заједничку тему освете са циљем доказивања лојалности међу члановима породице, а не за  ојачавање породичних веза. Унутрашње борбе главног протагонисте и сложене емоционалне везе главна су тема саге, а тематика поетских еда овде је много присутнија у поређењу са сличним сагама из истог циклуса.  
До данашњих дана сачувана су 33 рукописа у две верзије. 
Године 1981. на Исланду је снимљен филм Ван закона (исл. Útlaginn) базиран на причи из ове саге, у режији  Аугуста Гудмундсона. 